# Balcanica
Balcanica – rocznik wydawany przez Instytut Bałkanistyki (serb. Балканолошки институт САНУ/Balkanološki institut SANU) Serbskiej Akademii Nauk i Sztuk.
Od 1970 roku opublikowano trzydzieści siedem tomów tego periodyku z udziałem wybitnych naukowców głównie Serbii, Jugosławii, Bałkanów, ale i innych krajów europejskich. Od 2001 udostępniana jest w wersji elektronicznej (PDF) na stronie instytutu. Balcanica obejmuje szeroki zakres tematów, od prehistorii i archeologii, kulturoznawstwa, historii sztuki, literatury, antropologii i historii współczesnej. W celu dotarcia do szerszej publiczności naukowej, od 2006 r. (nr XXXVI), Balcanica publikuje też w języku angielskim i francuskim. Obecnym redaktorem naczelnym jest Dušan T. Bataković (Душан Т. Батаковић).

## Źródła zewnętrzne
- Oficjalna strona instytutu. balkaninstitut.com. [zarchiwizowane z tego adresu (2009-03-28)]. (ang.), (serb.).